# 데몬 게이즈
데몬 게이즈(Demon Gaze, デモンゲイズ)는 가도카와 (기업)에서 플레이스테이션 비타용으로 개발한 던전 탐험 비디오 게임이다. 2013년 1월 24일 일본에서 출시된 이 게임은 2014년 4월 NIS 아메리카에 의해 북미와 유럽에 출시되었다. 이 게임은 동일한 개발자가 만든 전작인 "Students of the Round"의 사건 이후 수천 년이 지난 시점을 배경으로 한다.
데몬 게이즈에서 플레이어는 악마를 봉인할 수 있는 마법의 눈의 힘을 가진 청년 오즈를 조종한다. 게임 플레이는 던전으로 모험을 떠나는 것과 플레이어가 비플레이어 캐릭터와 관계를 구축하거나 던전에서 벌어들인 돈을 쓸 수 있는 여관에서 시간을 보내는 것으로 나뉜다. 쿠로노가 그린 데몬 게이즈의 만화 각색판은 2013년 12월 전격마왕에서 연재를 시작했다. 이 게임의 국제 버전은 2014년 7월 3일 "Demon Gaze: Global Edition"으로 일본에서 출시되었다. 데몬 게이즈 엑스트라(Demon Gaze EXTRA)라는 게임의 향상판은 2021년 9월 일본 닌텐도 스위치 및 플레이스테이션 4용으로 출시되었으며 2022년 1월 서부 출시되었다. 새로운 변경 사항에 따라 HD 그래픽, 재시도 시스템, 그리고 데몬 게이즈의 게임 후를 확장하는 향후 DLC에 대한 약속이 이루어졌다. 향상된 버전은 2022년 4월 스팀 (서비스)을 통해 마이크로소프트 윈도우에서 사용할 수 있게 되었다.

## 평가
| 평가 |        |
| --- | ------ |
| 통합 점수 통합사 점수 게임랭킹스 70.66% [ 1 ] 메타크리틱 70/100 [ 2 ] 평론 점수 평론사 점수 디스트럭토이드 7/10 [ 3 ] 패미츠 34/40 [ 4 ] 게임스팟 7/10 [ 5 ] 게임스레이더+ [ 6 ] IGN 7.2/10 [ 7 ] Hardcore Gamer 4/5 [ 8 ] The Guardian [ 9 ] |        |
| 통합 점수 |        |
| 통합사 | 점수   |
| 게임랭킹스 | 70.66% |
| 메타크리틱 | 70/100 |
| 평론 점수 |        |
| 평론사 | 점수   |
| 디스트럭토이드 | 7/10   |
| 패미츠 | 34/40  |
| 게임스팟 | 7/10   |
| 게임스레이더+ | [ 6 ]  |
| IGN | 7.2/10 |
| Hardcore Gamer | 4/5    |
| The Guardian | [ 9 ]  |